# Résistance crétoise

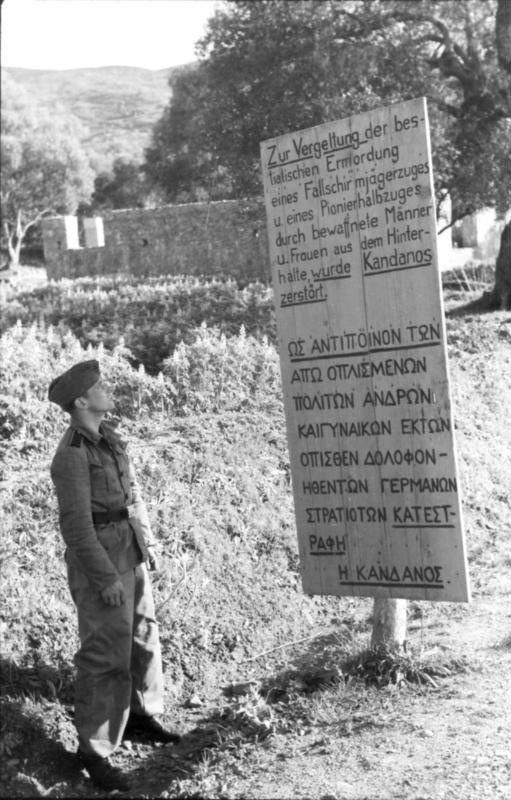
Un soldat allemand devant l'une des pancartes érigées après la destruction de Kándanos.
Le panneau indique Kándanos a été détruit en représailles au meurtre bestial par embuscade d'un peloton de parachutistes et d'un demi peloton d'ingénieurs militaires par des hommes et des femmes armés..

La résistance crétoise (en grec moderne : Κρητική Αντίσταση / Kritikí Antístasi) est un mouvement de résistance contre les forces d'occupation de l'Allemagne nazie et de l'Italie fasciste, organisé par les habitants de l'île grecque de Crète, pendant la Seconde Guerre mondiale. Faisant partie de la grande résistance grecque, elle dure du 20 mai 1941, lorsque la Wehrmacht allemande envahit l'île, lors de la bataille de Crète, jusqu'au printemps 1945, lorsqu'elle se rend aux Britanniques. Pour la première fois, pendant la Seconde Guerre mondiale, les forces allemandes en attaque doivent faire face, en Crète, à une résistance importante de la population locale. Les civils crétois enlèvent les parachutistes ou les attaquent avec des couteaux, des haches, des faux ou même à mains nues. En conséquence, de nombreuses pertes sont infligées aux parachutistes allemands, durant la bataille.

## Formation
Le mouvement de résistance crétois est formé très tôt, après la bataille de Crète, avec une première réunion de planification, le 31 mai 1941. Il rassemble un certain nombre de groupes et de dirigeants différents et est initialement appelé PMK (Πατριωτικó Μέτωπο Κρήτης - en français : Front patriotique de Crète), mais change ensuite de nom pour devenir l'EAM (Εθνικó Απελευθερωτικó Μέτωπο - Front de libération nationale) qui constitue le principal mouvement de résistance, dirigé par les communistes, sur le continent. L'objectif principal du mouvement est, d'une part, de soutenir le peuple crétois, sous occupation, en remontant le moral, en fournissant des informations et en distribuant de la nourriture à un moment de grande privation (due aux confiscations des Allemands et des Italiens), et d'autre part, d'entreprendre certaines opérations contre les Allemands, dont un certain nombre d'opérations de sabotage. Un succès notable est la bataille pour empêcher la destruction de l'aéroport de Kastélli (en), par les Allemands alors qu'ils quittent la Crète orientale.

## Histoire

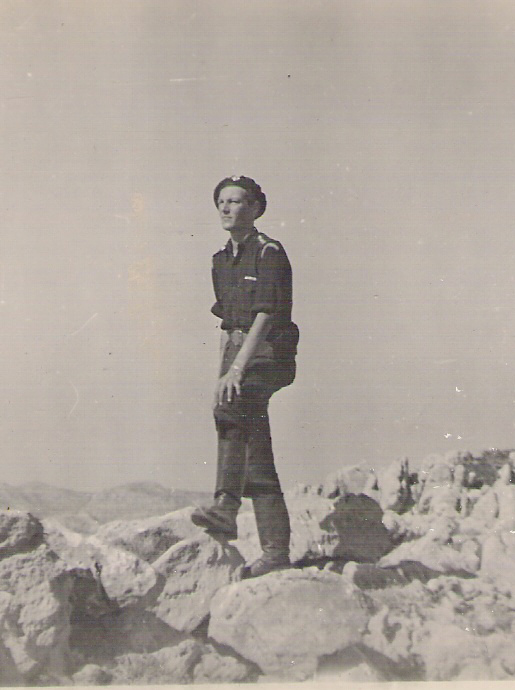
William Stanley Moss lors de sa seconde opération en Crète.

La communication par bateau, avec l'Égypte est établie pour évacuer les soldats britanniques et du dominion qui avaient été piégés en Crète et pour apporter des fournitures et des hommes, afin d'assurer la liaison avec les combattants de la résistance crétoise.
Après l'exécution de John Pendlebury, par les Allemands, pendant la bataille de Crète, Monty Woodhouse, qui avait été nommé directeur du SOE, à Héraklion, prend contact avec les civils.
Il s'adresse à un jeune lycéen, du nom de George Doundoulakis (en), après avoir observé ses connaissances approfondies en tant qu'interprète du grec à Archánes, pendant la bataille de Crète. Il lui demande de soutenir le SOE, en cachant et en aidant les soldats britanniques et ceux du dominion qui ne pouvaient pas être évacués. Doundoulakis forme une organisation clandestine sous les auspices du SOE, avec son frère, Helias Doundoulakis. L'organisation de Doundoulakis conduit à deux réussites majeures : la destruction de l'aérodrome de Kastélli, orchestrée par le SOE, avec son ami Kímonas Zografákis, et la destruction par la RAF, d'un convoi allemand destiné à ravitailler le Field marshal Erwin Rommel, en septembre 1942. Après la guerre, George Doundoulakis reçoit la médaille du Roi pour le courage dans la cause de la liberté de la Grande-Bretagne, pour ses services et son aide à l'évacuation et à la sécurité des retardataires britanniques et ceux du dominion de Crète,.
L'aile non-communiste est formée sous le nom d'Organisation nationale de Crète (EOK) (avec Andréas Papadákis comme chef). Parmi les autres personnalités de la résistance figurent Geórgios Petrákis, dont le nom de code pour le SOE est Selfridge et Manolis Bandouvas, dont le nom de code est Bo-peep.
Tous deux ont leurs contacts au sein de l'EOK et du SOE. Lorsque Dunbabin est remplacé par Patrick Leigh Fermor, connu des Crétois sous le pseudonyme de Michalis, George Doundoulakis poursuit sa collecte de renseignements. George Doundoulakis, Jean Androulakis et Leigh Fermor, ainsi que le chef de la guérilla, Manolis Bandouvas, se réfugient dans les caches montagneuses du mont Ida, du SOE.
Leigh Fermor devient célèbre, après la guerre, dans le livre et le film britanniques, Ill Met by Moonlight (en), pour son enlèvement du général allemand Kreipe, en Crète. Après l'évacuation de Doundoulakis, de Crète, pour rejoindre l'Office américain des services stratégiques (OSS), il cède la direction de l'organisation, qu'il avait initiée, à Mikis Akoumianakis, fils du gardien de Cnossos. Akoumianakis, connu sous son nom de code SOE Minoan Mike, participera plus tard à l'enlèvement du général Kreipe, en Crète.
Leigh Fermor déclare, à propos de la résistance crétoise, que sans leur détermination, la bataille de Crète aurait été terminée plus rapidement et les opérations du SOE grandement réduites. C'est uniquement grâce à leur cohésion, que l'on ne trouve nulle part ailleurs en Europe, que le SOE a pu se déplacer sur l'île essentiellement à sa guise :

« … Lorsque les Allemands envahirent la Crète, leurs armées venaient de vaincre toute l'Europe, à l'exception - peut-être grâce au hasard de l'existence de la Manche - de l'Angleterre. Logiquement, on aurait pu s'attendre à ce que la population civile reste inactive pendant que les professionnels - le Commonwealth britannique et un petit nombre de troupes grecques - se battaient contre les envahisseurs. Mais au grand étonnement des deux camps, partout sur l'île, des organisations de Crétois - villageois, bergers, vieillards, garçons, moines et prêtres et même des femmes, sans aucune collusion entre eux ni plan directeur, ni armes, ni conseils des combattants officiels - se sont immédiatement soulevés et se sont jetés sur les envahisseurs avec aussi peu d'hésitation que si la machine de guerre allemande était une expédition primitive de Janissaires du Pacha armés de fusils longs et de cimeterres. Ils n'avaient pas le moindre doute sur ce qu'ils devaient faire…. »

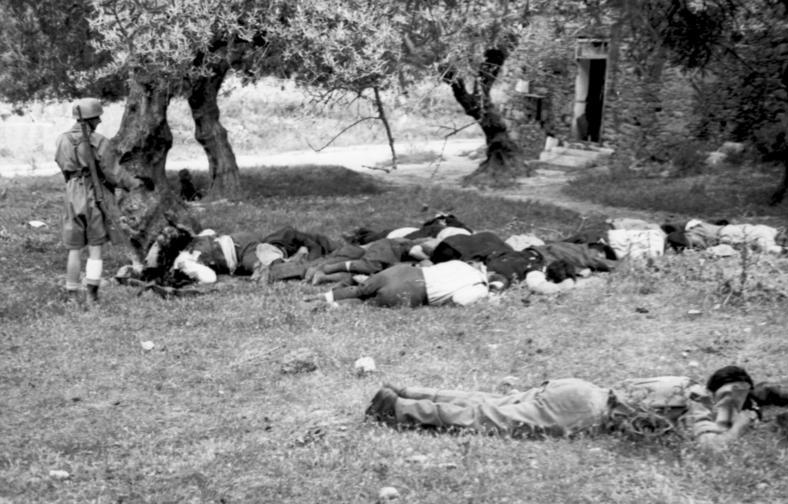
Massacre de civils à Kondomarí. (juin 1941)

Les rebelles crétois, en particulier dans la région du mont Kédros, ainsi que le reste des rebelles de la vallée d'Amarí et du village d'Anógia, près de Réthymnon, sont responsables de la plupart des représailles allemandes. Les interventions allemandes dans ces régions sont entreprises contre des civils, en raison de leur penchant bien connu pour l'insurrection :

« … Les Allemands expliquent leur attaque par le fait que ces villages étaient tous des foyers de bandits, des repaires de Britanniques, des cachettes de terroristes, des refuges pour les commandos qui attaquaient les aérodromes et les dépôts de ravitaillement, des cachettes d'armes non numérotées et des points de ravitaillement pour des centaines de méchants…. »

Les Crétois et la résistance crétoise travaillent en étroite collaboration avec les Britanniques, d'abord lorsqu'ils aident les forces britanniques et du dominion à s'échapper de la Crète, puis lorsqu'ils collaborent à des actes de sabotage, la Crète étant devenue une rampe de lancement pour les opérations allemandes en Afrique. Il s'agit des agents britanniques qui soit restent en Crète, soit s'échappent et rentrent en Crète, comme Patrick Leigh Fermor, W. Stanley Moss, Thomas Dunbabin (en), Sandy Rendel (en) et Stephen Verney, John Houseman, Xan Fielding, Dennis Ciclitira (en) et Ralph Stockbridge. Le Néo-Zélandais Dudley Kiwi Perkins (en), également connu sous le pseudo de Capitaine Vasili, par les locaux, devient une légende pour son courage, et après qu'il a été tué, les Crétois gardent sa tombe couverte de fleurs
Les Britanniques forment un grand nombre de cellules isolées, dispersées dans les montagnes, avec de bonnes communications, grâce à des coureurs, entre elles. L'un de ces coureurs est George Psychoundakis. La description de Psychoundakis, par Leigh Fermor, incarne la résistance crétoise :

« … Le messager de Dick Barne, à son arrivée, s'est avéré être George Psychoundakis, qui avait d'abord été le guide et le coureur de Xan Fielding pendant longtemps, puis le mien lorsque j'avais pris en charge la région de Xan, dans l'ouest, pendant plusieurs mois. Ce jeune homme, qui ressemblait à Kim, était un grand favori de tous, pour son humour, sa bonne humeur, son courage, son imagination et surtout pour l'infatigable zèle avec lequel il se lançait dans cette tâche. Si quelqu'un pouvait mettre une ceinture autour de la Crète en quarante minutes, il le pourrait. George, qui était un garçon de berger d'Así Goniá, a écrit plus tard sur l'occupation et le mouvement de résistance. Je l'ai traduit de son manuscrit et il a été publié, sous le titre The Cretan Runner…. »

Rattachés à ces cellules se trouvent des Grecs qui, autrement, n'ont généralement aucune implication dans le principal mouvement de résistance crétois, mais qui travaillent très étroitement avec les agents britanniques, tels que George Psychoundakis, le coureur de Leigh Fermor, Kímonas Zografákis, George Doundoulakis (en) et Jean Androulakis.
Zografákis, également connu sous son nom de guerre de Black Man, est membre de la Force 133, le nom de code du SOE, en Grèce,. Zografakis aide Leigh Fermor lorsqu'il retourne en Crète avant l'enlèvement du général Kreipe et le bombardement de l'aérodrome de Kastélli, avec George Doundoulakis.
La plupart des cellules disposent d'une radio pour communiquer avec l'Égypte, par laquelle les informations peuvent être transmises et les demandes faites pour le largage en parachute de nourriture, de vêtements, de fournitures et d'armes. Les troupes allemandes essaient constamment de localiser les transmissions radio, ce qui implique la nécessité de changer régulièrement d'emplacement.
Les agents britanniques, en collaboration avec la résistance locale, sont responsables de certaines opérations célèbres dont l'enlèvement du général Heinrich Kreipe, conduit par Leigh Fermor et Moss, le Sabotage de Damásta, dirigé par Moss, et les sabotages des aérodromes d'Héraklion et de Kastellí,.
La communication entre l'EOK et l'EAM est mauvaise, une hostilité ouverte ayant éclaté entre l'EOK et l'ELAS, l'aile militaire de l'EAM, en janvier 1945, lors du siège de Retimo. Les combattants crétois devenant mieux armés et plus agressifs, en 1944, les troupes allemandes se retirent des zones du pays, après avoir détruit un certain nombre de villages dans la région de Kedros et exécuté de nombreux habitants, dans le but d'intimider les Crétois,. Regroupant leurs forces autour de La Canée, les Allemands restent pris au piège, jusqu'à la fin de la guerre, refusant de se rendre à l'armée grecque, par peur des représailles. Ils se rendent finalement, aux Britanniques, le 23 mai 1945.
Néanmoins, la bravoure et le courage des Crétois ont insufflé à l'île un sentiment de triomphe et la volonté de surmonter toutes les difficultés. Leigh Fermor raconte l'histoire d'un vieux villageois d'Anógia, après avoir entendu parler de menaces de représailles allemandes :

« …Ils les brûleront un jour. Et alors ? Ma maison a été brûlée quatre fois par les Turcs ; qu'ils la brûlent pour une cinquième ! Et ils ont tué des dizaines de mes familles. Et pourtant, je suis là ! Remplissez vos verres ! …. »

Leigh Fermor, en discutant des Crétois avec le général Kreipe, lors de l'enlèvement de ce dernier, a résumé l'attitude des Crétois face à l'occupation allemande comme :

« Leigh Fermor : "Les Crétois sont tous de notre côté, vous savez." …
Général Kreipe : "Oui, je vois qu'ils le sont. Voilà, Major, vous m'avez.". »

## Documentaire
En 2005, est produit un documentaire intitulé The 11th Day: Crete 1941 (en), qui décrit des détails personnels au cours de l'occupation de la Crète, par l'Axe et le rôle que la résistance crétoise a joué. Le film comprend des témoignages de Patrick Leigh Fermor, George Doundoulakis, George Tzitzikas et d'autres témoins oculaires.